# Megachile innupta
Megachile innupta är en biart som beskrevs av Cockerell 1915. Megachile innupta ingår i släktet tapetserarbin, och familjen buksamlarbin. Inga underarter finns listade i Catalogue of Life.